# Walfangplatz Kvalvågstraumen

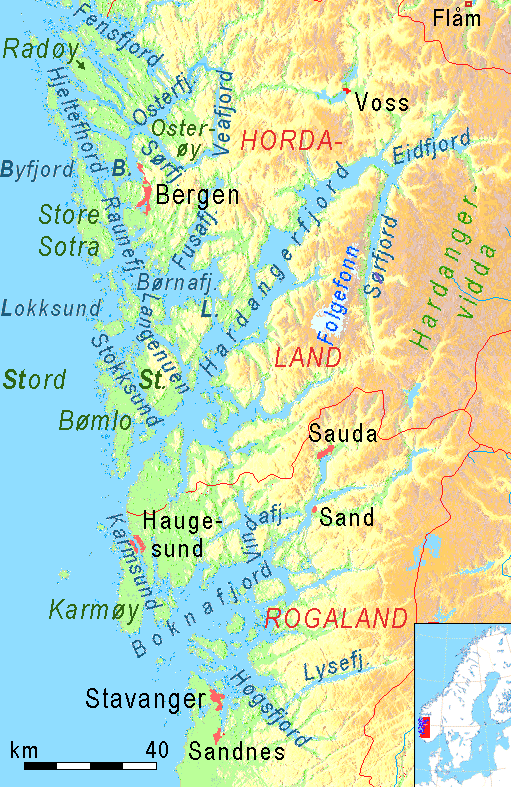
Lage des Fensfjorded – ganz oben

Der Walfangplatz Kvalvågstraumen liegt zwischen den Höfen Kvalvågen und Ulvøyni am Fensfjord bei Mongstad im Fylke Vestland in Norwegen, wo sich ein langer, bogenförmiger Sund erstreckt.
Der nördliche Zugang zum Kvalvågstraumen ist so flach, dass ihn nur kleine, flache Boote passieren können. Der Zugang im Süden ist jedoch tief. Hier konnten Wale hineinfinden, aber am nördlichen Ende durch den Kvalvågstraumen nicht hinaus. Wenn der Wal hinein geschwommen war, wurde der Sund mit einem Netz blockiert.
Am südlichen Zugang lagen Steine auf den Felsen, um den Wal tiefer in den Sund zu treiben, damit genügend Zeit war, den Zugang zu schließen. Das Jagdwerkzeug war eine Harpune, die von Booten aus mit der Hand geworfen wurde. Wann der Walfang auf diese Weise eingesetzt hat, ist unbekannt, aber im gesamten 19. Jahrhundert gab es Walfang in diesem Sund. Der letzte Wal wurde 1928 hier erlegt.

## Kontext
Felsmalereien in Skandinavien geben Hinweise auf alten Walfang in Nordeuropa. Zeichnungen und Knochenfunde im Süden der koreanischen Halbinsel Bangu-Dae belegen, dass vor 5000 Jahren Wale gejagt wurden. Russische und amerikanische Archäologen entdeckten den bislang ältesten Beleg für Walfang bei einer Ausgrabung auf der Tschuktschen-Halbinsel. Sie fanden ein 3000 Jahre altes Stück Walrosselfenbein, in das dem Szenen einer Waljagd geschnitzt sind. An der Ausgrabungsstätte entdeckten sie Überreste mehrerer Wale sowie schwere Steinklingen, die möglicherweise für das Erlegen der Tiere benutzt wurden.